# Koparion douglassi
Il koparion (Koparion douglassi) è un dinosauro carnivoro, forse appartenente ai troodontidi. Visse nel Giurassico superiore (Titoniano, circa 150 milioni di anni fa) e l'unico resto fossile conosciuto (un dente) è stato ritrovato in Nordamerica (Utah). È considerato uno dei più antichi troodontidi noti, ma l'identità è dubbia.

## Classificazione
Descritto per la prima volta da Dan Chure nel 1994, questo dinosauro è noto solo per un dente della mascella, attribuibile a un dinosauro teropode. La particolare seghettatura ha indotto lo scopritore ad attribuirlo ai troodontidi, piccoli dinosauri carnivori dai denti caratteristici, sviluppatisi nel Giurassico e poi diffusisi nel Cretaceo, considerati molto vicini all'origine degli uccelli. In ogni caso, il dente di Koparion è considerato generalmente troppo poco distinto da quello di altri troodontidi (anche se alcuni ritengono fosse più primitivo) da permettere una classificazione adeguata.

## Significato del nome
Il nome Koparion deriva dal greco antico e significa "piccolo coltello", con riferimento alla piccola dimensione e alla seghettatura presente sul dente; l'epiteto specifico, douglassi, si riferisce a Earl Douglass, che scoprì e scavò la grande cava in cui poi venne creato il Dinosaur National Monument, in cui il dente fu rinvenuto.